# Alexi Amarista
Alexi Jose Amarista (ur. 6 kwietnia 1989) – wenezuelski baseballista występujący głównie na pozycji łącznika.

## Przebieg kariery
W styczniu 2007 podpisał kontrakt jako wolny agent z Los Angeles Angels of Anaheim i początkowo grał w klubach farmerskich tego zespołu, między innymi w Salt Lake Bees, reprezentującym poziom Triple-A. W Major League Baseball zadebiutował 26 kwietnia 2011 w meczu przeciwko Oakland Athletics na Angel Stadium of Anaheim, w którym w pierwszym podejściu do odbicia zaliczył double'a i dwa RBI. W maju 2012 w ramach wymiany zawodników przeszedł do San Diego Padres.
28 czerwca 2012 w meczu z Houston Astros zdobył pierwszego home runa w MLB (grand slama w pierwszej połowie dziewiątej zmiany dający zwycięstwo Padres 7-3).
17 stycznia 2017 podpisał roczny kontrakt z Colorado Rockies.